# Iancu Jianu zapciul
Iancu Jianu zapciul, scris pe generic Zapciul Iancu Jianu, este un film românesc din 1981 regizat de Dinu Cocea. Rolurile principale au fost interpretate de actorii Adrian Pintea, Mihai Mereuță și Radu Beligan.

## Distribuție
- Adrian Pintea — zapciul Iancu Jianu
- Mihai Mereuță — haiducul Mereanu
- Radu Beligan — boierul Samurcaș, care complotează împreună cu Tudor Vladimirescu
- Stela Furcovici — Ionica, herghelegioaică, fiica lui Vârlan
- Marioara Sterian — Tincuța (Catinca), fiica ispravnicului Calafeteanu
- Elena Sereda — hangița Dobrița, doica lui Iancu Jianu
- Ilarion Ciobanu — Vârlan, țăran ardelean devotat lui Tudor Vladimirescu, tatăl Ionicăi
- Ion Marinescu — boierul Calafeteanu, ispravnicul de Romanați
- Draga Olteanu-Matei — Luța, slujnica țigancă a Tincuței
- Jean Constantin — Corcodel, slujitorul țigan al lui Iancu
- Mihai Pălădescu — Anghel Jianu, fratele lui Iancu
- Florina Cercel — Sultana Jianu, soția lui Anghel
- Geo Nune — Spiru Iamandi, ajutorul lui Iancu
- Irina Petrescu — maica stareță de la Mănăstirea Ciunget
- Emanoil Petruț — slugerul Tudor Vladimirescu
- Dan Nasta - Vodă Caragea, domnul Țării Românești
- Cornel Coman — țăranul cu mustață groasă
- Ion Anghelescu-Moreni
- Constantin Guriță — boierul Izvoranu, creditorul Jienilor
- Ioana Ciomârtan — bunica lui Iancu Jianu
- Virgil Platon — arnăut
- Alexandru Lungu — țăran
- Mihai Badiu — Bocioacă, slujbașul lui Tudor Vladimirescu
- Dorina Done
- Ion Punea
- Costache Diamandi — boier din Divanul Țării Românești
- Constantin Zărnescu
- Ion Focșa
- Dumitru Dimitrie
- Iancu Caracota
- Ileana Focșa
- Elena Zărnescu
- Ninia Zăinescu
- Valeriu Buciu
- Miron Murea
- Gheorghe Gentea
- Emilia Dumitrescu
- Stelian Stancu
- Ioana Radoslavescu
- Petre Tanasievici
- Zephi Alșec
- Cristina Radu
- Mircea Bogdan — boier oltean
- Constantin Brânzea
- Liana Ceterchi
- Enikö Szilágyi — Stăncălia, slujnica de la han (nemenționată)

## Primire
Filmul a fost vizionat de 2.276.048 de spectatori în cinematografele din România, după cum atestă o situație a numărului de spectatori înregistrat de filmele românești de la data premierei și până la data de 31 decembrie 2014 alcătuită de Centrul Național al Cinematografiei.

## Galerie

### Locuri de filmare

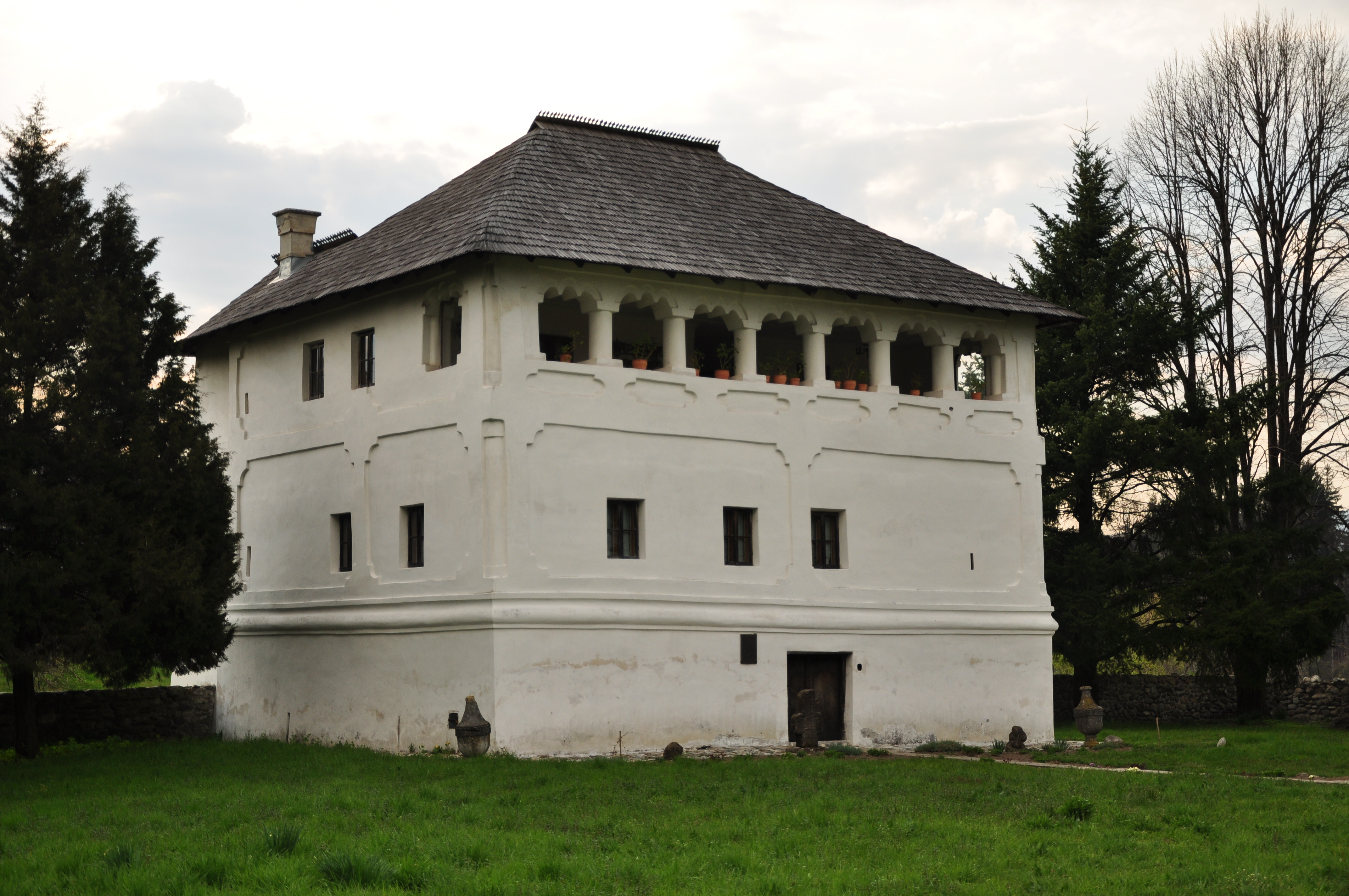
Cula Duca din Măldărești